# Uroplatus pietschmanni
Espèce
Statut de conservation UICN

 EN B1ab(iii) : En danger
Statut CITES
Uroplatus pietschmanni est une espèce de geckos de la famille des Gekkonidae.

## Répartition
Cette espèce est endémique de la région d'Alaotra-Mangoro à Madagascar. Elle se rencontre dans les environs de Fierenana.

## Habitat
Ce gecko vit dans la forêt tropicale humide de l'est de l'île. La température varie entre 20 et moins de 30 °C la journée selon les endroits et chute vers 20 °C la nuit, parfois nettement moins. Durant la saison froide ces températures peuvent baisser d'environ 5 °C.
L'hygrométrie est élevée, entre 60 et plus de 70 % selon la saison et le moment de la journée.
Dans la forêt primaire, ces geckos ne reçoivent quasiment jamais directement la lumière du soleil.

## Description
Uroplatus pietschmanni mesure jusqu'à 134 mm dont 53 mm pour la queue. C'est une espèce arboricole nocturne d'aspect assez massif, avec un camouflage très avancé, mais sans barbules sur le tour du corps contrairement à d'autres espèces de ce genre. Le corps est rugueux, avec de petites « pointes ».
Les femelles sont un peu plus grandes et grosses que les mâles et elles ont des sacs à calcium à la base de la nuque. Les mâles, quant à eux, présentent deux renflements de chaque côté de la base de la queue, logement des hémipénis.

## Alimentation
Ce gecko est insectivore, il chasse les insectes qui passent à sa portée sur les branches ou parfois au sol, en se laissant tomber sur eux depuis des branches basses.

## Éthologie
C'est un animal calme, qui compte plus sur son camouflage que sur sa vitesse pour échapper aux prédateurs.  Il est également capable de sauter sur de courtes distances.

## Reproduction
La reproduction semble avoir lieu à la fin de l'hiver jusqu'au printemps (dans l'hémisphère sud). Les mâles poussent des cris et font de mouvements de queue pour approcher les femelles.
Les œufs sont pondus par deux, durant un ou deux mois. Il incubent durant quatre à cinq mois selon la température.
Les petits font quatre à cinq centimètres.

## Étymologie
Cette espèce est nommée en l'honneur de Jürgen Pietschmann.

## Publication originale
- Böhle & Schönecker, 2004 : Eine neue Art der Gattung Uroplatus DUMÉRIL, 1805 aus Ost-Madagaskar (Reptilia: Squamata: Gekkonidae). Salamandra, vol. 39, n. 3/4, p. 129-138 (texte intégral).